# Scudderia salesopolensis
Scudderia salesopolensis är en insektsart som beskrevs av Piza Jr. 1980. Scudderia salesopolensis ingår i släktet Scudderia och familjen vårtbitare. Inga underarter finns listade i Catalogue of Life.